# Amerang
Amerang là một xã trong huyện Rosenheim bang Bayern thuộc nước Đức.

## Địa lý
Amerang nằm ở vùng Đông Bắc của Oberbayern tại vùng đất trước dãy núi Bayerische Alpen, thuộc vùng Chiemgau. Làng này cách Wasserburg am Inn khoảng 12 km về phía Đông Nam, và khoảng 30 km ở phía Nam của Waldkraiburg, 24 km phía Tây của Trostberg, 34 km Tây bắc của Traunstein, 10 km phía Bắc của Bad Endorf und 22 km Đông Bắc của Rosenheim. nó có biên giới với làng Obing và như vậy có biên giới với huyệnTraunstein. 

## Lịch sử
Amerang đã được ghi vào văn kiện lần đầu tiên vào năm 788. Từ năm 1818 Amerang trở thành một xã độc lập. Từ thời Trung cổ lịch sử của vùng Amerang rất gắn bó với chủ nhân của lâu đài Amerang, bởi vì ông ta là chủ điền (địa chủ). Từ năm 1821 lâu đài này thuộc dòng giõi quý tộc Crailsheim.